# Clubiona aciformis
Clubiona aciformis là một loài nhện trong họ Clubionidae.
Loài này thuộc chi Clubiona. Clubiona aciformis được miêu tả năm 1991 bởi Zhang & Hu.